# Cercozoa
Os cercozoários (Cercozoa) constituem um grupo de cromistas, incluindo muitos amebóides e flagelados que se alimentam por meio de pseudópodes filiformes. Estes pseudópodes podem estar restritos a determinada região da superfície celular, mas nunca apresentam um verdadeiro citostoma ou boca, como no caso de outros protozoários. Apresentam uma grande variedade de formas e são difíceis de classificar em termos estruturais, ainda que a sua unidade enquanto grupo biológico seja sustentada por diversos estudos genéticos.

## Refências bibliográficas
- CAVALIER-SMITH, T. A revised six-kingdom system of life in Biological Reviews of the Cambridge Philosophical Society', vol 73, 1998, pp. 203–266;
- CAVALIER-SMITH, T. CHAO, E.E. Phylogeny and Classification of Phylum Cercozoa (Protozoa) in Protist, vol 154, 2003